# Chlorproguanil
Clorproarchil là một thuốc chống sốt rét.